# My Life Would Suck Without You
«My Life Would Suck Without You» — первый сингл американской певицы Келли Кларксон с её четвёртого студийного альбома 2009 года All I Ever Wanted. Авторами и продюсерами сингла стали Dr. Luke и Макс Мартин. Соавтором текста также стал Клод Келли. «My Life Would Suck Without You» стала второй композицией Келли Кларксон (после её дебютного сингла «A Moment Like This»), возглавившей чарты США и Канады и первым синглом, ставшим #1 в Великобритании.

## Музыка и текст
«My Life Would Suck Without You» — умеренно быстрая композиция в стиле поп-рок, написанная в тональности Ля мажор с битрейтом 138 ударов в минуту. Вокал охватывает две октавы от Ля3 до Ми5. В записи использован синтезатор, гитары, ударная установка и бас-гитара.

## Критические отзывы
Песня получила преимущественно положительные отзывы. Billboard назвал её «взрывной» и пророчил 1 места в чартах About.com писал, что это — «поп-совершенство, которое легко станет одним из величайших хитов года». Журнал Rolling Stone назвал её «фантастической — ранним фаворитом в борьбе за статус сингла года». Журнал TIME поставил «My Life Would Suck Without You» на 1 место в десятке песен 2009 года.
USA Today отметил отсутствие искусственного звучания, несмотря на преобладание диско и синти-поп мотивов. Los Angeles Times также назвал песню большим хитом, однако отметил её недостатки в виде «слащавого» бита и электронных преобразований вокала.

## Видеоклип
Режиссёром клипа «My Life Would Suck Without You» стал Уэйн Ишам; клип был снят в декабре 2008 года в Лос-Анджелесе. Премьера видеоклипа состоялась 28 января 2009 года на сайте AT&T.
Видео начинается со сцены с двумя маленькими детьми, играющими и задирающими друг друга; мальчик дарит девочке бисерное ожерелье. В следующем кадре повзрослевшая Кларксон всё ещё носит это ожерелье как браслет на руке. Далее в клипе Певица ссорится со своим возлюбленным; они начинают драться, также как дети в начале видео. Затем пара ссорится во время поездки на машине, и это едва не заканчивается аварией, однако в конце они мирятся. Видео было номинировано в 2009 году на премию MTV Video Music Awards в номинации лучшее женское видео.

## Список композиций
Цифровой сингл
| №  | Название                         | Длительность |
| -- | -------------------------------- | ------------ |
| 1. | «My Life Would Suck Without You» | 3:33         |

CD Сингл
| №  | Название                         | -                    | Длительность |
| -- | -------------------------------- | -------------------- | ------------ |
| 1. | «My Life Would Suck Without You» |                      | 3:33         |
| 2. | «My Life Would Suck Without You» | Instrumental Version | 3:33         |

## Ремиксы
- Friscia & Lamboy Radio Edit
- Bryan Reyes & Amy Alderman Miami Mix
- Chriss Ortega Radio Mix
- Chriss Ortega Club Mix
- DJ Earworm 'My Life Would Suck Without You In My Place' mashup (vs. Coldplay)

## Хронология релиза
19 января 2009 года песня попала в радиоэфир; премьера состоялась раньше — на американской радиостанции Z100 13 января. 16 января началась продажа сингла в формате цифровой дистрибуции на сайте Amazon.com; 20 января сингл поступил в продажу на iTunes Store.
| Страна           | Дата            | Формат                   | Лейбл                |
| ---------------- | --------------- | ------------------------ | -------------------- |
| Северная Америка | 13 января 2009  | Радиоэфир                | RCA Records          |
| Европа           | 16 января 2009  | Цифровая дистрибуция     | Sony Music           |
| Канада           | 16 января 2009  | Цифровая дистрибуция     | Sony Music           |
| США              | 16 января 2009  | Цифровая дистрибуция     | RCA Records          |
| Австралия        | 19 января 2009  | Цифровая дистрибуция     | Sony Music           |
| Австралия        | 2 февраля 2009  | CD                       | Sony Music           |
| Новая Зеландия   | 19 января 2009  | Цифровая дистрибуция     | Sony Music           |
| Италия           | 30 января 2009  | Цифровая дистрибуция     | Sony Music           |
| Великобритания   | 21 февраля 2009 | Цифровая дистрибуция     | RCA Label Group (UK) |
| Великобритания   | 2 марта 2009    | CD                       | RCA Label Group (UK) |
| Нидерланды       | 16 февраля 2009 | Цифровая дистрибуция     | Sony Music           |
| Германия         | 27 февраля 2009 | CD, цифровая дистрибуция | Sony Music           |

## Позиции в чартах
«My Life Would Suck Without You» дебютировала на 97 месте чарта Billboard Hot 100 и на следующей же неделе возглавила его, тем самым установив рекорд по самому большому «прыжку» на 1 место в чарте. Это стало вторым рекордом Кларксон после прыжка её дебютного сингла «A Moment Like This» с 52 на 1 место в 2002 году. «My Life Would Suck Without You» также стала первой песней участника шоу American Idol, поднявшейся на первое место чарта Billboard вне этого шоу. Песня заняла 3 место в Billboard' Mainstream Top 40. В США было продано более 2.300.000 цифровых копий сингла.
1 марта 2009 года песня заняла 1 место (перескочив со 103 позиции) в Британском чарте синглов и стала первым синглом Кларксон, возглавившим этот чарт.
| Чарт (2009)                         | Лучший результат | Годовой Чарт | Статус            | Продажи   |
| ----------------------------------- | ---------------- | ------------ | ----------------- | --------- |
| Австралия (ARIA)                    | 4                | 40           | Платиновый        | 70.000    |
| Австрия (Ö3 Austria Top 40)         | 6                | —            | —                 | —         |
| Бельгия/Фландрия (Ultratop 50)      | 18               | —            | —                 | —         |
| Канада (Billboard Canadian Hot 100) | 1                | —            | Мульти-Платиновый | 80.000    |
| Czech Airplay Chart                 | 14               | —            | —                 | —         |
| Дания (Tracklisten)                 | 29               | —            | —                 | —         |
| Нидерланды (Dutch Top 40)           | 3                | —            | —                 | —         |
| Германия (GfK)                      | 6                | 31           | —                 | —         |
| Венгрия (Rádiós Top 40)             | 1                | —            | —                 | —         |
| Ирландия (IRMA)                     | 4                | —            | —                 | —         |
| Япония (Billboard Japan Hot 100)    | 7                | —            | —                 | —         |
| Новая Зеландия (Recorded Music NZ)  | 11               | —            | Золотой           | 7.500     |
| Швеция (Sverigetopplistan)          | 2                | —            | —                 | —         |
| Швейцария (Schweizer Hitparade)     | 5                | —            | —                 | —         |
| Великобритания (OCC UK Singles)     | 1                | 46           | Серебряный        | 300.000   |
| США (Billboard Hot 100)             | 1                | 23           | —                 | 2.372.000 |
| США (Billboard Adult Contemporary)  | 16               | —            | —                 | 2.372.000 |